# Еберхард I фон Валдбург-Цайл-Вурцах
Еберхард I Алберт Ернст Вунибалд Мария фон Валдбург цу Цайл-Вурцах (на немски: Eberhard I Albert Ernst Wunibald Maria von Waldburg-Zeil-Wurzach; * 20 декември 1730; † 23 септември 1807) е наследствен имперски трухсес, граф и 1. имперски княз на Валдбург цу Цайл-Фридберг и Вурцах.

## Биография
Той е най-големият син на Франц Ернст фон Валдбург-Цайл-Вурцах (1704 – 1781) и съпругата му графиня Мария Елеонора фон Кьонигсег-Ротенфелс (1711 – 1766), дъщеря на граф Албрехт Евзебий Франц фон Кьонигсег-Ротенфелс (1669 – 1736) и графиня Мария Клара Филипина Фелицитас фон Мандершайд-Бланкенхайм (1667 – 1751).
Еберхард I е направен имперски княз на 21 март 1803 г. във Виена. Умира на 76 години на 5 април 1781 г.

## Фамилия
Еберхард I фон Валдбург цу Цайл-Вурцах се жени на 6 май 1767 г. за графиня Мария Катарина Анна Михаела Йохана Непомуцена Фугер-Кирхберг-Вайсенхорн (* 6 юни 1744, Инсбрук; † 4 април 1796, Вурцах), дъщеря на граф Себастиан Ксавер Йозеф Фугер-Кирхберг-Вайсенхорн (1715 – 1763) и графиня Елизабет Габриела фон Фирмиан (1722 – 1782). Те имат дванадесет деца:
- Елизабет фон Валдбург-Цайл-Вурцах (* 10 февруари 1768 – ?)
- Леополд фон Валдбург-Цайл-Вурцах (* 21 юни 1769; † 18 юни 1800, Вурцах, убит), наследствен граф на Валдбург-Цайл-Вурцах, женен на 15 октомври 1793 г. за графиня Мария Валпурга Франциска Фугер-Кирхберг-Вайсенхорн цу Бабенхаузен (* 23 октомври 1771; † 18 юли 1841)
- Терезия Йозефа фон Валдбург-Цайл-Вурцах (* 9 декември 1700 – ?), абатиса на Фреден (1770), кюстерин цу Елтен, монахиня в Св. Урсула в Кьолн (1786 – 1794)
- Карл (Франц Сераф) Франц Ксавер Йохан Непомук Фидел Вунибалд (Хилариус), наследствен трухсес, граф цу Цайл, фрайхер фон Валдбург цу Вурцах, господар на Марщетен, Алтмансхофен, Волфек и Валдзе, вюртембергски камерхер и генерал-майор, комтур на Немския орден (* 13/15 януари 1772; † 21 юни 1840)
- Франц Йозеф Еберхард Фидел Вунибалд Франц Ксавер Майнрад фон Валдбург-Цайл-Вурцах (* 24/31 януари 1773)

- Мария Антония Елизабета фон Валдбург-Цайл-Вурцах (* 8 март 1774; † 5 октомври 1814), омъжена на 15 октомври 1793 г. в Мозхаузен за княз Анселм Мария Фугер фон Бабенхаузен (* 1 юли 1766; † 20 ноември 1821)
- Фридрих фон Валдбург-Цайл-Вурцах (* 24 януари 1775; † 1776)
- Мария Максимилиана! Йохана фон Валдбург-Цайл-Вурцах (* 30 август 1776; † 12 януари 1836), омъжена I. на 27 октомври 1794 г. във Вурцах (развод 1813) за граф Франц Йозеф Шенк фон Кастел-Шелкинген-Берг (* 17 януари 1767; † 24 април 1845), II. за фрайхер Вилхелм Хайнрих фон Шютц-Пфлумерн († 23 август 1819)
- Еберхард фон Валдбург-Цайл-Вурцах (* 14 юни 1778; † 18 януари 1814), граф на Валдбург-Цайл-Вурцах, женен на 25 февруари 1811 г. в Хехинген за принцеса Мария Максимилиана! Антоанета фон Хоенцолерн-Хехинген (* 3 ноември 1787; † 30 март 1865)
- Мария Анна Кунигунда Клементина фон Валдбург-Цайл-Вурцах (* 1 ноември 1781; † 12 юли 1842), монахиня в Бухау (1842)
- Мария Йохана Непомуцена Клара фон Валдбург-Цайл-Вурцах (* 30 декември 1782; † 30 януари 1818), омъжена за Карл Кристман
- Мария Валпурга Кресценция фон Валдбург-Цайл-Вурцах (* 15 август 1785; † 15 август 1806)